# ヘラクロナス
ヘラクロナス（Ηρακλεωνάς、626年 - 642年?）は東ローマ帝国・ヘラクレイオス王朝の皇帝（在位：641年2月 - 9月）。ヘラクレイオス1世とその姪マルティナの子。

## 生涯
公式にはヘラクレイオス2世であるが、若年の皇帝だったため長じてなお通称「ヘラクロナス（小ヘラクレス）」という渾名がつきまとった。父帝がサーサーン朝ペルシアと対戦している時にラツィカで生まれる。ヘラクレイオス1世がマルティナともうけたおそらく4人目の子供であったが、身体に障害のない最初の子であった。ヘラクレイオスとマルティナ夫婦は叔父と姪の近親婚であり、10人の子供に恵まれたが障害児や病弱な子が多かったという。
父帝の治世の終わりに、母マルティナの影響力を通じて638年7月4日にアウグストゥスの称号を取得し、641年父帝の死後、遺言により異母兄コンスタンティノス3世と共同皇帝として帝位に就く。やがて即位後4ヶ月ほどでコンスタンティノスが急死しヘラクロナスが単独皇帝となるが、母のマルティナと共にコンスタンティノスを暗殺したとする疑惑が流れ内乱が勃発した。結局母子は権力の座を追われ、母マルティナは舌を切り落とされ、ヘラクロナスは鼻を削がれてロードス島に追放された。帝位はコンスタンティノスの遺児であるコンスタンス2世が継いだ。
この事例は、帝位を追われた皇帝に切断刑が加えられた最初の例となった（おそらくペルシアから導入されたもの）。古代よりローマ皇帝の即位の条件には「五体満足でなければならない」という不文律があったため、二度と帝位に就けないように、失脚した皇帝の目を潰したり、鼻や耳などを削いでしまうという残酷な処罰が行なわれることがこれ以降しばしば行われた。
追放後のヘラクロナスについて消息は不明である。翌年には亡くなったという説もあるが、定かではない。